# Arthur Eloesser
Arthur Eloesser (* 20. März 1870 in Berlin; † 14. Februar 1938 ebenda) war ein deutscher Literaturwissenschaftler und Journalist.

## Leben
Eloesser besuchte das Sophiengymnasium in Berlin, machte dort 1888 das Abitur und nahm zunächst bei Heinrich von Treitschke an der Berliner Universität das Studium der Geschichte auf, wechselte später zu den Fächern Germanistik und Romanistik. 1893 wurde er bei dem Berliner Germanisten Erich Schmidt mit der Arbeit Die ältesten deutschen Übersetzungen Molièrescher Lustspiele promoviert. Seine Habilitation scheiterte jedoch am preußischen Staat, der für diese Prozedur noch Ende des 19. Jahrhunderts von deutschen Juden die christliche Taufe verlangte.
Daraufhin wandte er sich 1899 dem Journalismus zu und arbeitete als Kritiker vor allem für die Vossische Zeitung. 1914 ging er als Dramaturg an das Berliner Lessing-Theater. Sechs Jahre später kehrte er zum Journalismus zurück. Er wurde Redakteur der Freien Deutschen Bühne und unter Siegfried Jacobsohn ständiger Mitarbeiter der Weltbühne. 1928 holte ihn Ullstein erneut in die Feuilletonredaktion der Vossischen Zeitung.
Großes Aufsehen erregte sein Hauptwerk, eine 1300 Seiten umfassende Geschichte der deutschen Literatur (1930/31, 2 Bände) vom Barock bis zur Gegenwart, in dem er mit großer feuilletonistischer Eleganz und plastischer Erzählweise vor allem Zusammenhänge zwischen literarischen Schulen deutlicher heraushob als frühere Literaturhistoriker. Wegen Eloessers unprofessoraler, unüberheblicher und liebevoller Darstellung der Literaturgeschichte gehört das Werk bis heute zu den Klassikern der Literaturgeschichtsschreibung. Eloesser verzichtet bewusst auf das „Zerlegen der Kapitel in Einzelzellen mit vielen Aufschriften“ und auf jegliche Fußnoten. Er dürfte der erste Autor sein, der bei einer Geschichtsdarstellung nachdrücklich die „Sorge um ein schönes Druckbild“ anmahnte. Der Verleger Bruno Cassirer setzte das große ehrgeizige Projekt kongenial um.
Nach der „Machtergreifung“ wechselte Eloesser zwangsweise zur Jüdischen Rundschau. Er war auch einer der Initiatoren des Jüdischen Kulturbunds. Im Verlag der „Jüdischen Buch-Vereinigung“ erschien 1936 sein letztes größeres Werk Vom Ghetto nach Europa. Von 1934 bis 1937 ging er nach Palästina, kehrte aber wieder in das nationalsozialistische Deutschland, nach Berlin, zurück. Dort starb Arthur Eloesser im Februar 1938 im Alter von 67 Jahren. Seine Witwe Margarete Eloesser wurde 1942 nach Riga deportiert. Für sie wurde am 23. August 2011 vor dem ehemaligen Wohnhaus ein Stolperstein verlegt.

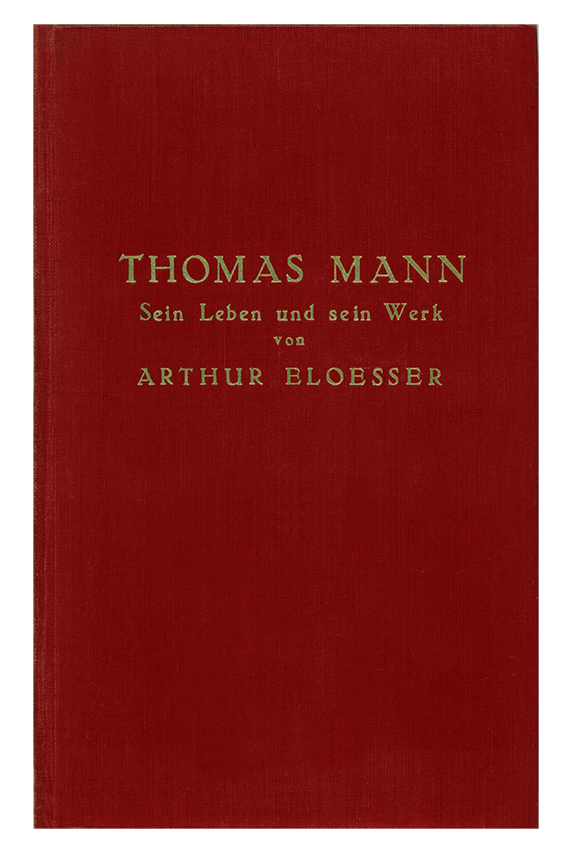
Thomas Mann von Arthur Eloesser

Das Grab von Arthur Eloesser befindet sich auf dem Wilmersdorfer Waldfriedhof in Stahnsdorf. Auf Beschluss des Berliner Senats ist seine letzte Ruhestätte (Grablage: C-II-UW-1-8) seit 1999 als Ehrengrab des Landes Berlin gewidmet. Die Widmung wurde im Jahr 2021 um die übliche Frist von zwanzig Jahren verlängert.
1998 wurde auf dem Jüdischen Friedhof in Berlin-Weißensee zum Andenken an Arthur Eloesser, seine Frau Margarete Eloesser geb. Nauenberg und seine Schwester Fanny Levy geb. Eloesser durch die Enkel ein Gedenkstein errichtet. An der Gervinusstraße in Berlin-Charlottenburg befindet sich seit 2011 der Margarete-und-Arthur-Eloesser-Park.

## Schriften (Auswahl)
- Die älteste deutsche Übersetzung Molièrscher Lustspiele, C. Vogt’s Verlag, Berlin 1893
- Das bürgerliche Drama. Seine Geschichte im 18. und 19. Jahrhundert, Wilhelm Hertz Verlag, Berlin 1898
- Literarische Portraits aus dem modernen Frankreich. Berlin, S. Fischer 1904.
- Heinrich von Kleist. Eine Studie Bard u. Marquardt, Berlin 1905.
- Aus der großen Zeit des deutschen Theaters, Schauspielermemoiren, Eugen Rentsch Verlag München 1911
- (Hrsg.) Der junge Kainz. Briefe an seine Eltern, S. Fischer Verlag, Berlin 1912
- Die Straße meiner Jugend. Berliner Skizzen, Egon Fleischel Verlag, Berlin 1919
- Thomas Mann. Sein Leben und sein Werk, S. Fischer Verlag, Berlin 1925
- Elisabeth Bergner. Berlin, Williams (1927)
- Die deutsche Literatur vom Barock bis zur Gegenwart. 2 Bände, Bruno Cassirer Verlag, Berlin 1930–1931[4]
- Vom Ghetto nach Europa. Das Judentum im geistigen Leben des 19. Jahrhunderts. Berlin, Jüdische Buchvereinigung 1936.
- Wiedereröffnung. Berliner Feuilletons 1920 bis 1922. Verlag H. Olbrich, Berlin 2011, ISBN 978-3-9814627-1-5.
- A.E.: Die frühen Feuilletons Arthur Eloessers von 1900–1913. Vergangenheitsverlag, Berlin 2013, ISBN 978-3-86408-144-6.
- Palästina-Reise 1934. Antiquariat und Verlag H. Olbrich, Berlin 2019